# Arquebisbe de Canterbury
L'Arquebisbe de Canterbury, encara que no es reconeix cap individu com a cap de totes les esglésies que constitueixen la Comunió Anglicana, es considera el bisbe major i màxima autoritat espiritual de l'església anglicana. La seva diòcesi va ésser fundada el 597 i, abans de la Reforma, ocupava la primacia de l'església catòlica a Anglaterra. L'arquebisbe de Canterbury és el primat de la Comunió Anglicana, formada pel conjunt d'esglésies d'arreu del món que reconeixen el seu lideratge. D'entre elles, la més important és l'Església d'Anglaterra que està sota la seva autoritat, sens perjudici de la prefectura màxima que correspon al monarca britànic. Presideix, com a amfitrió i president, la Conferència de Lambeth, una reunió decennal dels bisbes de la Comunió Anglicana.
Per altra banda, l'arquebisbe també té al seu càrrec la diòcesi de Canterbury que abasta la part oriental del comtat de Kent i constitueix la seu episcopal més antiga d'Anglaterra. Com a arquebisbe, exerceix la jurisdicció metropolitana sobre la província eclesiàstica de Canterbury, que comprèn 30 dels 44 bisbats anglesos. Els altres 14 configuren la província de York.
L'arquebisbe de Canterbury constitueix una autoritat mundial rellevant en el si del cristianisme i, com a tal, hi té un paper important en el diàleg entre religions i l'ecumenisme. En un ordre més regional, en el Regne Unit, l'arquebisbe gaudeix d'un lloc institucional destacat. És membre de la Cambra dels Lords i, en el protocol, ocupa el més alt rang, com que és considerat el primer càrrec, després de la família reial.
La residència oficial de l'arquebisbe és el Palau Lambeth, a Londres, i la seu de l'arquebisbat és la catedral de Canterbury. S'hi conserva la Cathedra Augustini, la cadira de Sant Agustí, ocupada per primera vegada per Agustí de Canterbury, el 597 i, des del 21 de març de 2013, pel seu 105è titular, el Més Reverend Justin Welby.

## Evolució històrica

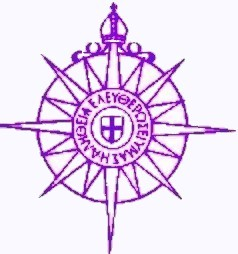
La rosa dels vents, símbol de la Comunió Anglicana

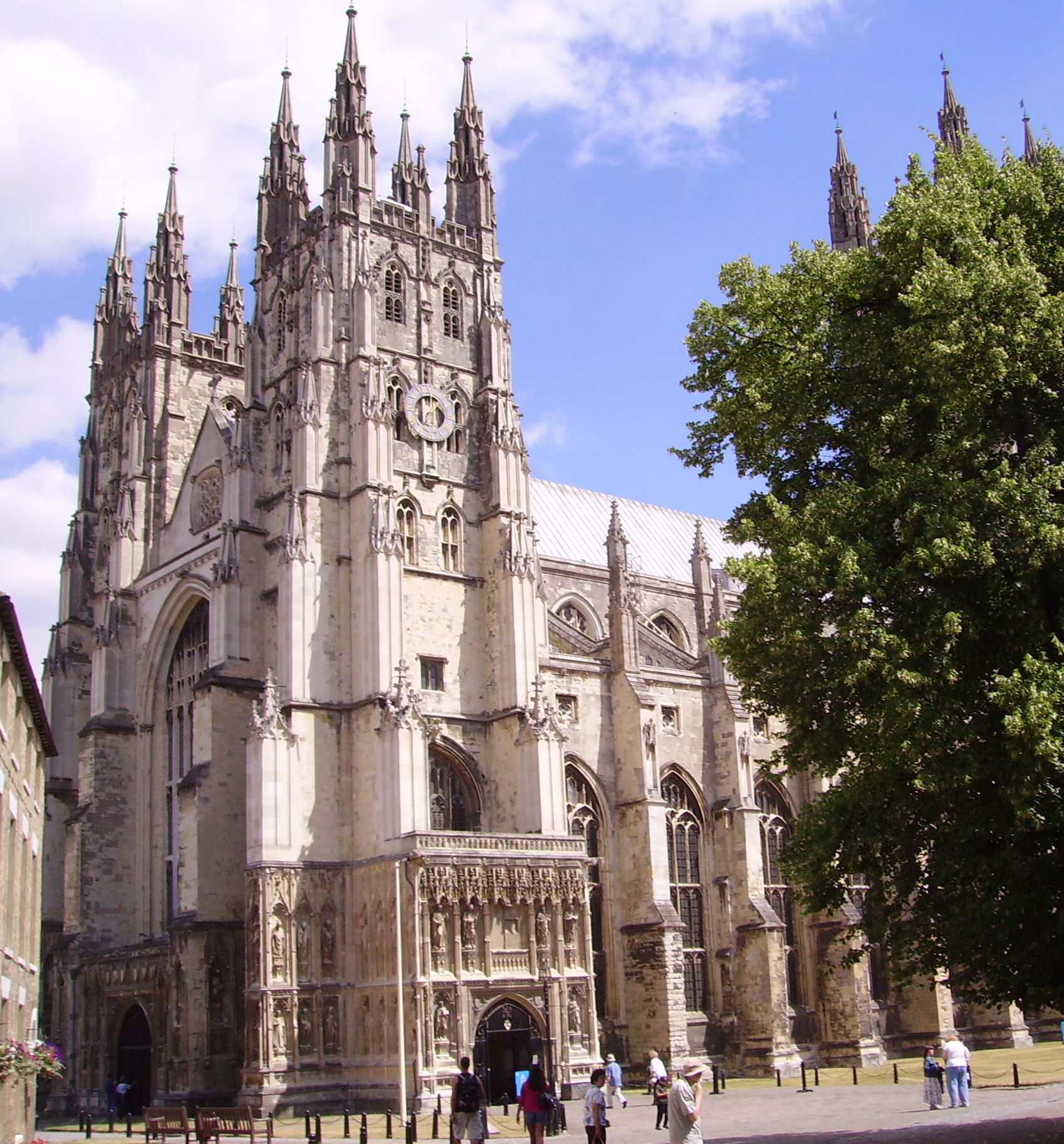
Catedral de Canterbury

La creació de la seu episcopal de Canterbury es remunta al 597 quan el que després esdevindria Sant Agustí de Canterbury fou enviat a Anglaterra pel papa Gregori I Magne i reeixí en la conversió al cristianisme del rei Etelbert de Kent. A la mort d'Agustí, el 604, fou succeït per sant Llorenç. Un nombre considerable dels següents successors foren canonitzats. Entre ells, Teodor, Oda, Dunstan, Anselm, Edmon, Bonifaci o Thomas Becket, que fou assassinat en plena catedral pels guàrdies del rei Enric II, el 1170.
Els arquebisbes eren proposats o bé pels reis o per consell i consagrats pel Papa de Roma. Així va ésser durant més de nou segles. Fins que el rei Enric VIII d'Anglaterra, el 1534, va rebutjar l'autoritat papal i el Parlament britànic va proclamar la supremacia del rei com a cap de l'església d'Anglaterra. L'arquebisbe Thomas Cranmer, nomenat pel rei el 1533, va fer costat a aquest en les seves aspiracions i va assentar els fonaments del que seria la nova església anglicana. En accedir al tron el 1554, la reina Maria I va anul·lar les reformes religioses del seu pare i tornà a l'obediència del papa. Cranmer va acabar cremat com a heretge el 1556. El cardenal Reginald Pole el succeí al setial durant dos anys. A la seva mort, el 1558, simultània amb la de la reina, el cisma es reproduí. La nova reina Isabel I va ratificar la ruptura amb el Vaticà i l'església anglicana es consolidà amb el nou arquebisbe Matthew Parker, nomenat l'any 1559, que feia el nombre 71è, des d'Agustí.
El 12 de novembre de 2024 Justin Welby va dimitir com a arquebisbe de Canterbury després que un informe va afirmar que la seva inacció va fer que l'agressor en sèrie John Smyth mai fos portat davant la justícia.